# Ангелина Михайлова
Ангелина Михайлова е българска баскетболистка.
Родена е на 6 юни 1960 година в Пловдив. От ранна възраст тренира баскетбол и е включена в националния отбор. С него печели сребърен медал на Олимпиадата в Москва през 1980 година.

Родена на 6.06.1960 г. в град Пловдив
Най-големият ѝ успех в баскетбола е сребърен медал от Олимпийските игри в Москва, Русия, през 1980 г. Пътят ѝ в спорта започва през 1972 г. в Спортно училище „Васил Левски“ в град Пловдив при треньора Симеон Вулев и продължава с Манчо Бонев и Христо Маринов.
Носи фланелката на „Марица“ (Пловдив). Още на 17-годишна възраст е включена и се състезава за женския отбор, ръководен от Тенчо Начев. С този клуб играе на два финала за европейската клубна купа „Лиляна Ронкети“.
В периода 1984 – 1988 г. се състезава за „Академик“ (Пловдив).
Първото ѝ постижение с националния екип е в Шчечин, Полша, през 1976 г.,  където завоюва трето място за кадетки.
От 1978 г. до 1982 г. е в състава на женския национален отбор и с гордост се състезава за трибагреника ни. Балканска шампионка с много добро класиране в европейски  първенства. Треньорът, на когото дължи много, е Иван Гълъбов.
През 1993 г. участва  на Олимпийските игри на малките  страни в Малта. Като състезател на Малтийския националния отбор завоюва бронзов медал.
Заслужил майстор на спорта.